# Туту, Джордин
Джордин Джон Кудлюк Туту (инуктитут  ᔪᐊᑕᓐ ᑐᑐ; англ. Jordin John Kudluk Tootoo; р. 2 февраля 1983) — канадский хоккеист, крайний нападающий инуитского (по отцу) и украинского (по матери) происхождения. Является первым инуитом и первым игроком, выросшим в Нунавуте, который выступал в НХЛ.

## Игровая карьера

### «Нэшвилл Предаторз»
Туту начал играть за «Бэнтем АА Хоккей» в Альберте. В 1998 году был выбран в 3-м раунде клубом «Брандон Уит Кингз» из Западной хоккейной лиги. Туту играл за «Брэндон Уит Кингз» с 1999 по 2003 и был выбран под 98-м номером в общем зачёте Драфта НХЛ 2001, как шестой выбор «Нэшвилл Предаторз». 9 октября 2003 года, в своей дебютной игре против «Анахайм Дакс», стал первым игроком инуитского происхождения, который сыграл в матче регулярного чемпионата НХЛ. Также стал первым хоккеистом инуитского происхождения, который был задрафтован командой из НХЛ. Туту носит номер «22», выбрав его из-за игры слов (Туту-two two).
16 октября 2003 года Туту заработал своё первое очко в НХЛ отдав голевой пас на гол Дэна Хэмьюса в матче против «Сент-Луис Блюз», а свой первый гол забил 23 октября в матче против «Атланта Трэшерз». Туту дважды заработал неофициальную награду «Хет-трик Горди Хоу» — 10 января 2004, и 8 декабря 2007, забросив шайбу, отдав голевую передачу и поучаствовав в драке в каждом из матчей.
Сезон 2005/06 провёл в составе «Нэшвилл Предаторз», также незначительное время играл за их фарм-клуб «Милуоки Эдмиралс», где он провёл локаут 2004/2005. 21 июля 2006 года подписал новый 2-х летний контракт с «Нэшвилл Предаторз». 31 января 2008 года контракт был продлён ещё на два года.
10 апреля 2008 года забил свой первый гол в плей-офф в матче против «Детройт Ред Уингз» во 2-м периоде первой игры четвертьфинала Западной Конференции. Игра закончилась со счётом 3-1 в пользу Детройта.

### «Детройт Ред Уингз»
Туту стал неограниченным свободным агентом после сезона 2011/12. 1 июля 2012 года он подписал трёхлетний контракт с «Детройт Ред Уингз» на сумму 5,7 миллионов долларов. Свою первую шайбу в качестве игрока Детройта забросил в ворота своей бывшей команды 19 февраля 2013 года.
18 июня 2014 года, «Детройт Ред Уингз» выставил Туту на драфт отказов с целью выкупа контракта
.

### «Нью-Джерси Девилз»
15 сентября 2014 года получил приглашение на просмотр в тренировочном лагере «Нью-Джерси Девилз», а уже 7 октября подписал с ними однолетний контракт на сумму 550 тысяч долларов. В течение сезона принял участие в 68 играх, в которых забил 10 шайб, отдал 5 голевых передач и провёл в общей сложности 72 минуты на скамейке штрафников. 8 мая 2015 года подписал очередной контракт на сумму 825 тысяч долларов, сроком на один год.

### «Чикаго Блэкхокс»
5 июля 2016 года, на правах свободного агента, покинул «Девилз» и подписал однолетний контракт с «Чикаго Блэкхокс». По ходу сезона в «Чикаго» продлил контракт ещё на год.
Полностью пропустил сезон 2017—2018 из-за травм. 19 октября 2018 года объявил о завершении игровой карьеры.

## Личная жизнь
Старший брат Джордина, Теренс играл за «Роанок Экспресс» в Хоккейной лиге Восточного побережья в сезоне 2001/02. Теренс был успешным в юниорской карьере с командой «Близзард», и был назван новичком года. В августе 2002 года, Теренс покончил жизнь самоубийством в возрасте 22 лет, в результате ареста за вождение в нетрезвом состоянии.
Отчество Туту, Кудлук, означает «гром» на инуитском. Мать Джордина, Роуз имеет украинское происхождение, в то время как его отец Барни инуит из Нунавута.
Он племянник по отцу, спикера Законодательного собрания Манитобы Джорджа Хикса и двоюродный брат спикера Законодательного собрания Нунавута Хантера Туту. Оба являются членами Новой демократической партии.
Хотя он родился в Манитобе, вырос в Ранкин-Инлет, Нунавут, где отец учил его кататься на коньках и играть в хоккей. Благодаря тому что он вырос в Ранкин-Инлет, позволило Туту лучше узнать традиционный образ жизни эскимосов, который включает в себя охоту и кемпинг.
Став первым инуитом в истории НХЛ, является образцом для подражания молодёжи в Нунавуте.
27 декабря 2010 года, Туту добровольно вступил в программу НХЛ по лечению от алкогольной зависимости, отправившись в специализированный медицинский центр. После успешного завершения программы, он вернулся, чтобы закончить сезон и принять участие в плей-офф Кубка Стенли сезона 2011.
В 2013 году Стивен Брант упомянул на радио, что он работает над книгой с Туту.

## Игры за сборную
Туту представлял молодёжную сборную Канады на чемпионате мира 2003 года, где записал на свой счёт две шайбы и одну передачу в шести играх, а также завоевал серебряную медаль.

## Статистика

### Регулярный сезон и плей-офф
| 1999-00     | Брандон Уит Кингз     | WHL         | 45  | 6  | 10 | 16  | 214  | —  | — | — | —  | —  |
| 2000-01     | Брэндон Уит Кингз     | WHL         | 60  | 20 | 28 | 48  | 172  | 6  | 2 | 4 | 6  | 18 |
| 2001-02     | Брэндон Уит Кингз     | WHL         | 64  | 32 | 39 | 71  | 272  | 16 | 4 | 3 | 7  | 58 |
| 2002-03     | Брэндон Уит Кингз     | WHL         | 51  | 35 | 39 | 74  | 216  | 17 | 6 | 3 | 9  | 49 |
| 2003-04     | Нэшвилл Предаторз     | НХЛ         | 70  | 4  | 4  | 8   | 137  | 5  | 0 | 0 | 0  | 4  |
| 2004-05     | Милуоки Эдмиралс      | АХЛ         | 59  | 10 | 12 | 22  | 266  | 6  | 0 | 0 | 0  | 41 |
| 2005-06     | Нэшвилл Предаторз     | НХЛ         | 34  | 4  | 6  | 10  | 55   | 3  | 0 | 0 | 0  | 0  |
| 2005-06     | Милуоки Эдмиралс      | АХЛ         | 41  | 13 | 14 | 27  | 133  | 15 | 9 | 2 | 11 | 35 |
| 2006-07     | Нэшвилл Предаторз     | НХЛ         | 65  | 3  | 6  | 9   | 116  | 4  | 0 | 1 | 1  | 21 |
| 2007-08     | Нэшвилл Предаторз     | НХЛ         | 63  | 11 | 7  | 18  | 100  | 6  | 2 | 0 | 2  | 4  |
| 2008-09     | Нэшвилл Предаторз     | НХЛ         | 72  | 4  | 12 | 16  | 124  | —  | — | — | —  | —  |
| 2009-10     | Нэшвилл Предаторз     | НХЛ         | 51  | 6  | 10 | 16  | 40   | 6  | 0 | 1 | 1  | 2  |
| 2010-11     | Нэшвилл Предаторз     | НХЛ         | 54  | 8  | 10 | 18  | 61   | 12 | 1 | 5 | 6  | 28 |
| 2011-12     | Нэшвилл Предаторз     | НХЛ         | 77  | 6  | 24 | 30  | 92   | 3  | 0 | 0 | 0  | 4  |
| 2012-13     | Детройт Ред Уингз     | НХЛ         | 42  | 3  | 5  | 8   | 78   | 1  | 0 | 0 | 0  | 2  |
| 2013-14     | Гранд-Рапидс Гриффинс | АХЛ         | 51  | 6  | 12 | 18  | 104  | 4  | 0 | 1 | 1  | 4  |
| 2013-14     | Детройт Ред Уингз     | НХЛ         | 11  | 0  | 1  | 1   | 5    | —  | — | — | —  | —  |
| 2014-15     | Нью-Джерси Девилз     | НХЛ         | 68  | 10 | 5  | 15  | 72   | —  | — | — | —  | —  |
| 2015-16     | Нью-Джерси Девилз     | НХЛ         | 66  | 4  | 5  | 9   | 102  | —  | — | — | —  | —  |
| 2016-17     | Чикаго Блэкхокс       | НХЛ         | 50  | 2  | 1  | 3   | 28   | 2  | 0 | 0 | 0  | 0  |
| Всего в НХЛ | Всего в НХЛ           | Всего в НХЛ | 723 | 65 | 96 | 161 | 1010 | 42 | 3 | 7 | 10 | 65 |

### Международная
| Год              | Команда          | Соревнование     | Результат        |   | И | Г | П | О | Штр |
| ---------------- | ---------------- | ---------------- | ---------------- | - | - | - | - | - | --- |
| 2003             | Канада           | МЧМ              | 2                | 6 | 2 | 1 | 3 | 4 |     |
| Всего за карьеру | Всего за карьеру | Всего за карьеру | Всего за карьеру | 6 | 2 | 1 | 3 | 4 |     |

## Награды
- Rookie of the Year